# سریع و خشمگین: توکیو دریفت
سریع و خشمگین: توکیو دریفت (به انگلیسی: The Fast and the Furious: Tokyo Drift) فیلمی اکشن به کارگردانی جاستین لین و نویسندگی کریس مورگان محصول سال ۲۰۰۶ آمریکا است. این فیلم سومین عنوان در مجموعه فیلم‌های سریع و خشمگین به‌شمار می‌رود که از بازیگران اصلی آن می‌توان به لوکاس بلک، بو وو، سانگ کانگ، برایان تی و ناتالی کلی اشاره کرد. همچنین وین دیزل یک کمیو در پایان فیلم دارد.

## خلاصه داستان
یک دانش آموز پردردسر دبیرستانی به نام شان بازوِل که عاشق رانندگی‌ست و مرتکب قانون‌شکنی‌های زیادی شده‌است، مجبور می‌شود به توکیو برود و با پدر ارتشی خود زندگی کند تا از مسابقات خیابانی دور بماند، اما در آنجا وارد دنیای مسابقات «دریفت» می‌شود.

## تولید
سومین قسمت این مجموعه پرهزینه بود که در ضبط بعضی از نماهای آن، از تکنیک‌های فیلمسازی مستقل استفاده شد. فیلم ابتدا در توکیو فیلمبرداری شد، در حالی که دست عوامل از مجوز فیلمبرداری خالی بود. در نتیجه در بسیاری از نماها، لوکاس بلک، یکی از بازیگران اصلی فیلم در مناطق پرجمعیت پرسه می‌زد و کارگردان و تعداد اندکی از عوامل از بلک که در میان عابران واقعی راه می‌رفت، فیلم می‌گرفتند تا اینکه پلیس کار را به تعطیلی کشاند. لین برای اینکه مطمئن باشد به دردسر نمی‌افتد، شخصی را استخدام کرد و وقتی پلیس برای دستگیری او آمد، آن شخص وارد عمل شد و گفت که او کارگردان است و به جای لین، یک شب را در زندان گذراند.

## میراث
این فیلم سومین قسمت از سری محسوب می‌شود در حالی که به لحاظ زمانی ششمین فیلم این مجموعه است. ممکن است قدری گیج کننده به نظر برسد اما ماجراهای توکیو دریفت بعد از سریع و خشمگین ۶ رخ می‌دهد. کاراکتر هان در توکیو دریفت معرفی می‌شود و بعد می‌میرد اما در فیلم بعدی سر و کله اش پیدا می‌شود.

این کاراکتر به دلیل نقش آفرینی توسط سانگ کانگ در بین طرفداران به محبوبیت رسید و به همین دلیل توسط کارگردان بازگردانده شد.